# Bebé reborn
Un bebé reborn es una muñeca elaborada artesanalmente en vinilo o silicona con características tan realistas que llega a tener la apariencia de un bebé real. Para su creación, se utiliza un molde de una escultura y se sigue un cuidadoso proceso que incluye escultura, pintura, injerto de cabello y detalles que imitan la piel de un bebé real. 
La calidad y el realismo de estas muñecas dependen en gran medida del reconocimiento y la habilidad de la artista que las hace, infundiendo en ellos un grado de creatividad y destreza. Algunos creadores son considerados verdaderos maestros en su oficio, y sus obras pueden alcanzar precios de miles de euros en el mercado. Generalmente son adquiridos por coleccionistas que valoran su calidad artística y artesanal o para niños que buscan jugar con una muñeca más realista. En el proceso de transacción se entrega un certificado de autenticidad.
Los bebés reborn se pueden hacer con pelo pintado o pelo injertado, con ojos abiertos o cerrados y con un sinfín de características personalizadas. Esta dedicación al detalle hace que sean considerados verdaderas obras de arte, y a menudo son exhibidos en exposiciones, donde pueden ser apreciados por el público. Además de su valor artístico, los bebés reborn han encontrado su lugar en el mundo del entretenimiento, apareciendo en películas y series de televisión. Su realismo extremo los convierte en una opción ideal para producciones que requieren representaciones de bebés reales.
A pesar de la polémica y las dudas sobre su eficacia, su propósito original no consiste en reemplazar la experiencia de cuidar a un bebé real. Sin embargo, se han empezado a utilizar como apoyo terapéutico para personas con Alzheimer u otras patologías cognitivas, estados depresivos, ansiedad o síndrome del nido vacío.

## Historia
La creación de bebés reborn tiene sus raíces en Alemania durante la Segunda Guerra Mundial, cuando las madres, obligadas a pasar largas horas en refugios antiaéreos, dedicaban su tiempo a crear y remodelar muñecas para sus hijas utilizando los escasos materiales disponibles. A principios de la década de 1990, esta práctica se popularizó en Estados Unidos, donde los muñecos comenzaron a comercializarse a través de internet, dando lugar a una industria y comunidad en torno a ellos. Plataformas como YouTube han surgido con miles de seguidores en todo el mundo que comparten su afición, compran o venden muñecos.
Anualmente, se celebran ferias internacionales, como la Dolls and Reborn International Show (DARIS), donde se reúnen numerosos expositores con las últimas creaciones de artistas reconocidos. Este evento incluye talleres impartidos por artistas internacionales y concursos que premian al bebé reborn mejor pintado o al más bonito. La YouTuber española Ada Sweet ha participado activamente en las últimas ediciones de DARIS, contribuyendo a la difusión de la cultura reborn y compartiendo Meet & Greets con sus seguidores.
Existen otras organizaciones, como la más antigua creada en 2005, The International Reborn Doll Artists (IRDA). O la considerada como la más importante de Europa, Feria Reborn Valencia (FRV).

## Fabricación

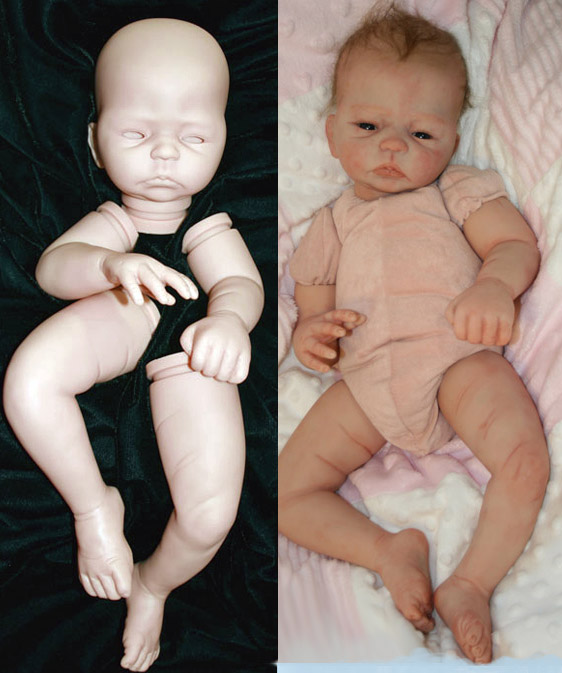
Kit con cuerpo de tela

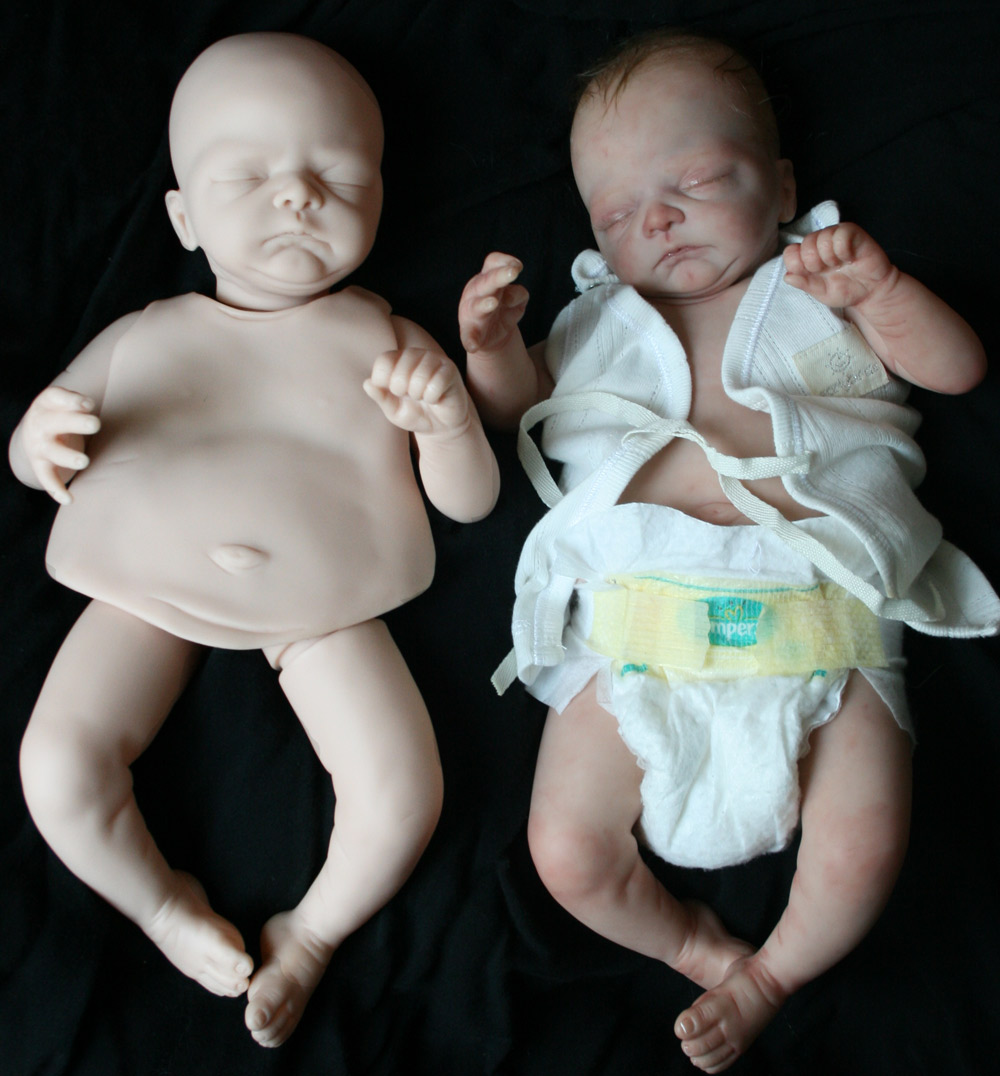
Kit con cuerpo de vinilo

La fabricación de un bebé reborn es lenta y laboriosa, ya sea a partir de un muñeco de vinilo o un kit de montaje. El aspecto final de la muñeca depende de la artista, sin embargo, algunas permiten que sus clientes escojan su apariencia, por lo general aportando una fotografía para conseguir el parecido a un niño en particular.

### Reborning
La creación del muñeco tomando como base un modelo de vinilo ya terminado se llama reborning. Esta forma requiere el desamblaje del cuerpo, el lavado y retirada de la pintura de fábrica antes de empezar el verdadero trabajo de creación.
En el mercado se pueden encontrar diferentes compañías que comercializan muñecas de vinilo de variados tamaños, como Berenguer Babies, Zapf, Lee Middleton, Ashton-Drake Galleries, Apple Valley, Secrist Dolls.

### Newborning
Cuando se utiliza un kit con el cuerpo del muñeco en piezas separadas, el proceso se llama newborning. Los kits contienen además de las partes del bebé, los materiales básicos para su acabado: pestañas, ojos, pelo, relleno y tela para el cuerpo, pinturas, pinceles. Los utensilios y otros materiales necesarios suelen comprarse por separado.
Sea cual sea el método, una vez preparadas las piezas se empieza a añadir las capas de pintura (15 o más) que, dependiendo del tipo utilizado, se dejan secar al aire o se introducen en un horno para su fijado. Durante este proceso se va perfilando la apariencia que tendrán los miembros para semejar la piel de un recién nacido real; con sus rojeces en algunas zonas, más palidez en otras, pecas o venas visibles. El perfilado de las uñas y los agujeros de la nariz, son importantes detalles que también aportan realismo.
El pelo es otro de los procesos laboriosos, se puede poner mediante una técnica llamada microrooting, que consiste en añadir pelo a pelo con una aguja, aunque también en mechones de 2 o 3 pelos. Este paso puede tardar 30 o incluso más horas por cabeza.
Un peso determinado tiene mucha importancia en estos muñecos, para que al cogerlos en brazos dé la sensación de estar cogiendo a un bebé real, por eso se añaden materiales de relleno, hasta conseguir el peso adecuado a la supuesta edad del bebé. También se suelen colocar imanes en el interior de la boca o la cabeza, de ese modo se pueden sujetar chupetes o lazos para el pelo. Los modelos más sofisticados están incluso incorporando dispositivos electrónicos que simulan la respiración.